# Rânes
Rânes is een gemeente in het Franse departement Orne (regio Normandië). De plaats maakt deel uit van het arrondissement Argentan. Rânes telde op 1 januari 2022 1.042 inwoners.

## Geografie
De oppervlakte van Rânes bedroeg op 1 januari 2022 34,18 vierkante kilometer; de bevolkingsdichtheid was toen 30,5 inwoners per km².

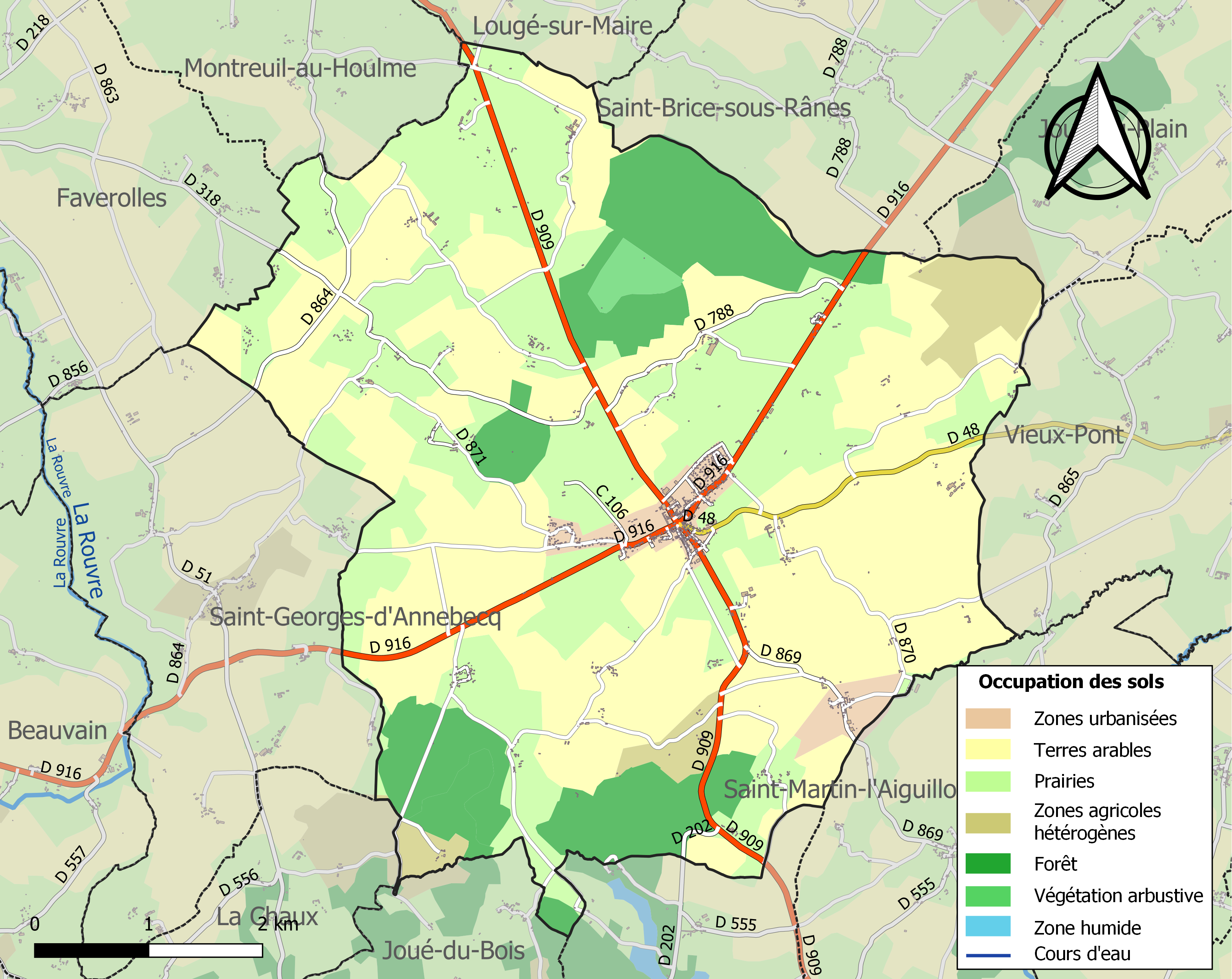
Kaart van de gemeente met belangrijkste infrastructuur, bodemgebruik en omliggende gemeenten

## Demografie
Onderstaande figuur toont het verloop van het inwonertal (bron: INSEE-tellingen).